# کابوس‌گیر

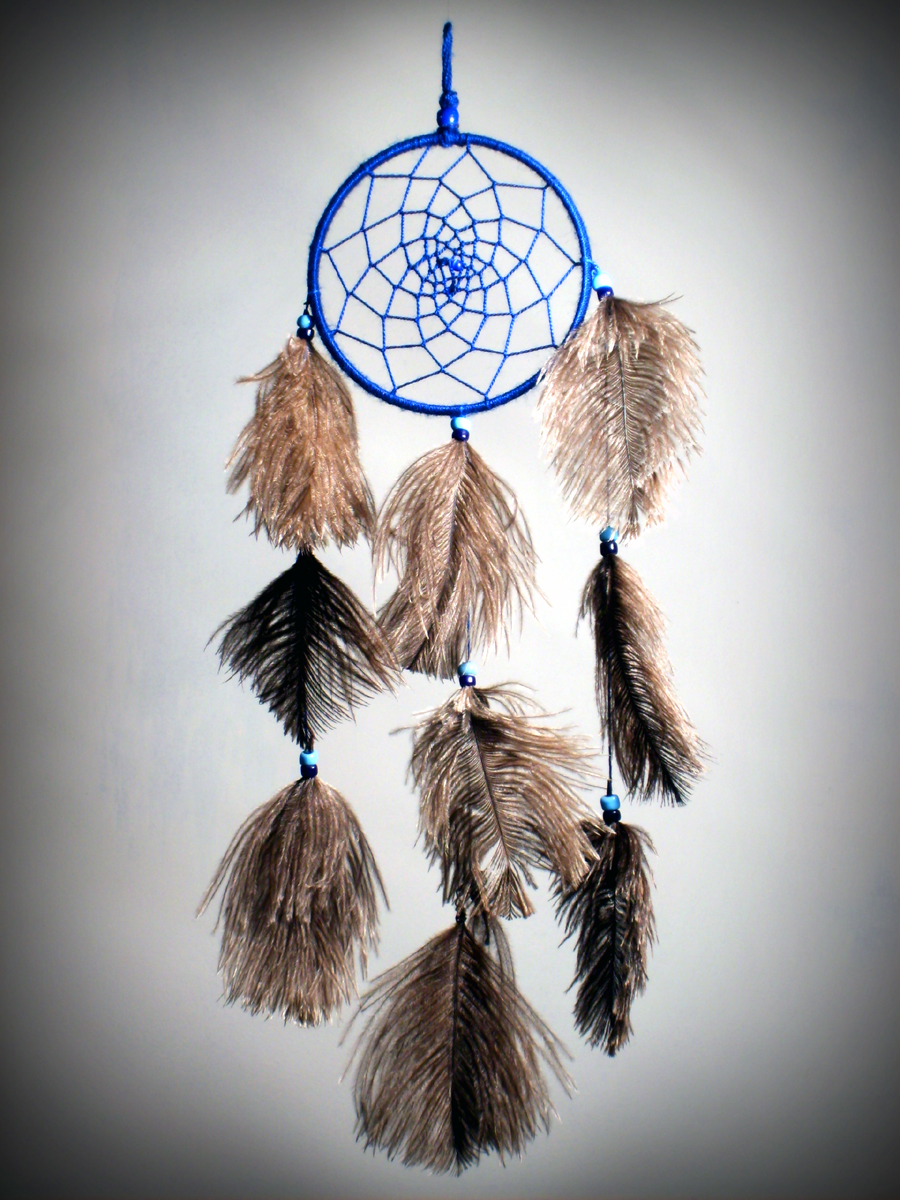
یک کابوس‌گیر در ال کیسکو، شیلی

کابوس‌گیر (به زبان اوجیبوایی: asabikeshiinh به معنای عنکبوت یا bawaajige nagwaagan به معنای دام خواب، معادل انگلیسی: Dreamcatcher) در فرهنگ سرخپوستان اوجیبوایی (از نخستین اقوام ساکن در آمریکا) و اقوام اولیه نام وسیله‌ای دست‌ساز است که از حلقه‌ای ساخته‌شده از شاخهٔ درخت بید تشکیل شده که توری به شکل تارعنکبوت را درون آن می‌بافند. سپس آن را با اشیای شخصی و مقدسی همچون پر و مهره تزئین کرده و در داخل تیپی در محل خواب شخص یا بالای گهوارهٔ کودک آویزانش می‌کنند.
در باور این مردم هوا از رؤیا و کابوس آکنده است. پس با آویزان کردن این ساخته، رویاهای خوب از درون سوراخ مرکزی کابوس‌گیر عبور کرده و به فرد خفته می‌رسند و کابوس‌ها در تارهای آن به‌دام افتاده و با طلوع خورشید نابود می‌شوند. این وسیله همچنین به جهت دسترسی سریع تر به رؤیاها استفاده می‌شد.
کابوس‌گیرها از مهم‌ترین سمبل‌های مردمان سرزمین‌های آمریکای جنوبی هستند. پیش از آنکه کابوس‌گیرها راه خود را به دنیای مد و زیورآلات باز کنند، با اهداف بسیار متفاوتی مورد استفاده قرار می‌گرفتند. داستان‌های بسیار زیادی در مورد دریم کچرها و تاریخچهٔ آن‌ها وجود دارد. بسیاری معتقد هستند که آویزان کردن کابوس‌گیرها از دیوار یک اتاق سبب می‌شود تا اعضای آن اتاق بتوانند به خوبی و آرامی به خواب روند. به همین سبب است که بسیاری از مردمان کشورهای آمریکای جنوبی با آویزان کردن دریم کچرها از دیوار اتاق‌های خود سعی به درمان کابوس یا اختلالات موجود در خواب داشته‌اند. بر طبق افسانه‌های قدیمی، مردمان آمریکای جنوبی معتقد هستند که رویاهای قدیمی و کابوس‌ها توسط آویزهای موجود در انتهای کابوس‌گیرها از ذهن فردی که خواب است جذب شده و در تارهای این آویزها به دام می‌افتد، سپس اولین اشعه‌های نور خورشید در روز می‌تواند آن‌ها را نابود کند. عده‌ای از متخصصان معتقد هستند که این تأثیر مثبت دریم کچرها ناشی از تاثیررنگ‌های شادی است که در ساخت آن‌ها به کار رفته شده است.
دایرهٔ اصلی در واقع نشان دهندهٔ چرخهٔ زندگی است و برای بسیاری از مردمان آمریکای جنوبی این دایره سمبلی از خورشید، به عنوان عنصر زندگی بخش، زمین به عنوان منبع تغذیه و ماه به عنوان چراغی برای روشن کردن راه روح پس از مرگ جسم است. شبکه‌ای از تارها و نخ‌ها در میانهٔ این دایره همچنین نشان دهندهٔ شبکهٔ زندگی است. در نهایت اشیایی که از انتهای یک کابوس‌گیر آویزان می‌شوند، به باور بسیاری، نشان دهندهٔ تمام ویژگی‌ها و صفاتی است که والدین دوست دارند در کودکان خود ایجاد کنند و ببینند. به‌طور سنتی، پرهای یک عقاب را از انتهای این حلقه‌ها آویزان می‌کنند تا صفاتی مانند شجاعت در نوزادان پسر ایجاد شود. به همین ترتیب پر جغد نیز برای ایجاد صفاتی مانند دانایی در بالای گهوارهٔ نوزادان دختر آویزان می‌شد.